# آمال بلحاج
آمال بلحاج موسى كاتبة وشاعرة وأستاذة جامعيّة مختصة في علم الاجتماع وسياسية تونسية، تشغل منصب وزير الأسرة والمرأة
والطفولة والكبار في السن في حكومة نجلاء بودن منذ 2021.

## المؤهلات العلميّة
- الشهادات العلميّة:

·شهادة الدكتوراه في علم الاجتماع الديني والسياسي بملاحظة مشرف جدا   مع توصية أعضاء لجنة المناقشة بنشر الأطروحة. موضوع الأطروحة: موقع الدين في المعيش الاجتماعي التونسي اليوميّ: التدين عند الشباب (كلية العلوم الإنسانية والاجتماعية 9 أفريل بتونس) جوان 2012.
·شهادة الدّراسات المعمقة في علم الاجتماع بملاحظة مشرف جدا مع توصية بنشر البحث (جويلية 2005).
- شهادة الدراسات العليا في علم اجتماع المغرب العربي 2001
- شهادة الدراسات العليا في علم الاجتماع الثقافي 2001
- شهادة الأستاذية في الصحافة وعلوم الإخبار جوان 1994

## الحياة المهنية
شغلت آمال موسى بلحاج عضو اللجنة الوطنية القطاعية لعلم الاجتماع في تونس وهي عضو منتخب في المجلس العلمي لمعهد الصحافة وعلوم الإخبار منذ 2017 وعضو في وحدة بحث حول المجتمع والمجتمع الموازي التابعة لكلية الآداب والفنون والإنسانيات بمنوبة منذ 2009.
عملت بلحاج في معهد الصحافة وعلوم الإخبار التابع لجامعة منوبة مُدرسة للمواد ذات الصلة باختصاص علم الاجتماع، وكانت قبلها مسؤولة عن الموسوعة التّونسية وعدد من الندوات الدوليّة بالمجمع التونسي للعلوم والآداب والفنون بيت الحكمة (قرطاج) وعملت خبيرة غير متفرغة في المنظمة العربية للتربية والثقافة والعلوم (الآلكسو) من مارس 2014 إلى مارس 2015.
مارست بلحاج العمل الصحافي، حيث عملت بالقسم الثقافي في جريدة الصباح من 1996 حتى 2007، وهي أيضا كاتبة رأي في جريدة الشرق الأوسط اللندنية منذ عام2001 ولها ركن أسبوعي في جريدة الشروق اليومية.

## مؤلفاتها

### كتب
- بورقيبة والمسألة الدينية: إلى أي حدّ طغى التوتر في علاقة الدّيني بالسياسي؟، دار سيراس، تونس 2006
- الترجمة في بيت الحكمة 2008
- حركة النهضة بين الإخوان والتونسة بالاشتراك مع عبد القادر الزغل، دار سيراس للنشر، تونس 2014
- الشباب التونسي والتدين في الحياة اليومية، دار مؤمنون بلا حدود، الرباط 2019

### دواوين شعرية
- أنثى الماء، سيراس للنشر والتوزيع، تونس 1997
- خجل الياقوت، دار شرقيات القاهرة 1998
- يؤثثني مرتين دار سيراس للنشر والتوزيع تونس 2005
- مثلي تتلآلا النجوم، دار مسكيلياني للنشر، تونس 2010
- جسد ممطر، دار الفرقد، دمشق، 2010
- الحياة لم تضع بعد مساحيقها، دار الكلمة القاهرة، 2017[7] ، دار بتانا، القاهرة 2020
- وحدي في شرفة النساء، دار عائدون، عمان 2021
- الأنشطة البحثيّة:
  - بحوث منشورة:
  - «عين السوسيولوجي المُتلصصة وجذوة البحث المتقدة»، عالم الاجتماع عبد القادر الزغل رجل الأسئلة، صدر ضمن كتاب علمي جماعي بمناسبة تكريم الزغل وذلك عن دار سيراس للنشر، تونس2017.
  - «حركة» النّهضة«ومخاض» التّونسة«: التباسات الخطاب»، حركة النهضة بين الإخوان والتونسة : كيف نفهم تقلبات وتطورات الإسلام السياسي في تونس ، دار سيراس للنشر، تونس سبتمبر 2014. (عدد كلمات الدراسة: 20300 كلمة)
  - «الخطاب الشّعريّ الإحيائيّ: ثالوث الذّاكرة والتُّراث والهويّة»: صدرت هذه الدّراسة ضمن كتاب جماعي يحمل عنوان «من شعراء الإحياء» عن المنظمة العربية للتربية والثقافة والعلوم الألكسو في ديسمبر 2014. (عدد كلمات الدراسة قرابة 7000 كلمة).
  - «مقدّمة أوليّة: وسائل الإعلام الجماهيريّة في ضوء السوسيولوجيا البنائيّة الوظيفية ومدرسة فرانكفورت»، مجلة الإذاعات العربية، العدد1، السنة 2013، اتحاد إذاعات الدول العربية، تونس.
  - دراسة مطولة حول الأدب الموجه للأطفال في تونس ومسألة عدم التمييز بين الجنسين (مقاربة جندرية). عدد الكلمات:9200 كلمة. (لم تنشر بعد)
  - الحرية والإبداع والمرأة: قدمتُ هذه المداخلة في مركز سنتر كينيدي بواشنطن وذلك في إطار مهرجان آرابيسك العالم العربي الذي عقد في مارس 2009 حيث كنت من بين المتدخلين في الجلسة الخاصة بأثر الحرية في العملية الإبداعية. (منشورة في مجلة «نزوى» العمانيّة).

## جوائز
حاصلة على جائزة المرأة العربية عام 2006 وجائزة ليبرنشيا الأوروبية للشعر عام 2014 وجائزة زبيدة بشير لأحسن إنتاج أدبي عام 2017.
تحصلت الشاعرة والكاتبة، الدكتورة آمال بلحاج موسى، على جائزة «كاتيلو» العالمية للشعر (2022)، التي تمنحها «الأكاديمية العالمية للشعر»، بدعم من منظمة «الأمم المتحدة للتربية والعلم والثقافة» (يونيسكو).